# 113. brigada (Hrvaška vojska)
Za druge 113. brigade glejte 113. brigada.
113. brigada je bila pehotna brigada v sestavi Hrvaške vojske.

## Zgodovina
Brigada je bila ustanovljena 19. junija 1991 kot del Zbora narodne garde; ob ustanovitvi je brigada imela 1.224 pripadnikov. Njena primarna zadolžitev je bila obramba Šibenika in okolice.
26. maja 2006 je bila brigada odlikovana s redom Nikole Šubića Zrinskega.

## Organizacija
19. junij 1991
- štab
- prištabne enote
- četa A
- 2. bataljon
- 3. bataljon
- 4. bataljon
- samostojna četa
- minometna baterija (120mm)
- zračnoobrambni vod
- RKBO vod
- inženirski vod
- logistični vod